# Barbieri (cognome)
Barbieri è un cognome di lingua italiana.

## Varianti
Barbera, Barberi, Barberio, Barbero, Barbiero, De Barbieri, Debarbieri, Zambarbieri.

## Origine e diffusione
Cognome panitaliano, è presente prevalentemente in Lombardia e Emilia-Romagna.
Potrebbe derivare da un soprannome legato al mestiere del capostipite, il barbiere.
In Italia conta circa 10651 presenze.
Le varianti De Barbieri e Debarbieri sono tipicamente genovesi; Barberi è presente nel centro Italia e in Sicilia; Barberio è prevalentemente pugliese, calabrese e campano; Barbera ha un nucleo lombardo-piemontese e uno siciliano; Barbero compare nella Liguria centro-occidentale; Barbiero è veneto e friulano, con ceppi molisani, calabresi e campani.